# C'était la guerre d'Algérie
Pour plus de détails, voir Fiche technique et Distribution.
C'était la guerre d'Algérie est un documentaire historique français de  Georges-Marc Benamou et Benjamin Stora, écrit et coréalisé par Mickaël Gamrasni et Stéphane Benhamou. Diffusé en 2022 sur la chaîne France 2, ce documentaire de 5 épisodes de 52 minutes retrace les événements marquants de la guerre d'Algérie qui a opposé l'Algérie à la France de 1954 à 1962. Le documentaire est produit par Siècle productions et l'ECPAD.

## Synopsis
En juillet 1962, l'Algérie est devenue indépendante après 130 ans de présence française. Des millions de personnes ont célébré la naissance d'une nation, mais un million d'autres, les « pieds-noirs », des Européens enracinés depuis des générations en Algérie, ont fui le pays dans un dramatique exode. La guerre d'Algérie a duré huit longues années, de 1954 à 1962, opposant un million et demi de jeunes appelés français à des milliers de maquisards algériens, avec des milliers de morts des deux côtés, ainsi que des centaines de milliers d'Algériens tués et des milliers d'Européens disparus.
Il y a eu plusieurs guerres d'Algérie, notamment entre les nationalistes algériens et l'armée française, ainsi qu'entre Algériens rivaux. Il y a également eu une guerre entre les harkis, des musulmans pro-français, et le Front de libération nationale algérien (FLN), qui a causé des dizaines de milliers de morts chez les harkis à l'indépendance. Enfin, la guerre franco-française a commencé à Alger en juin 1958 et a failli plonger la France dans le chaos, terrorisant le pays pendant des années. La guerre d'Algérie est l'histoire de deux peuples déchirés un temps, mais liés à jamais par leur passé commun.

## Épisodes
Voici la liste des épisodes du documentaire : 
- Épisode 1 : L’Algérie française (1830-1945)
- Épisode 2 : L’Insurrection (1954-1955)
- Épisode 3 : La « Sale guerre » (1956-1957)
- Épisode 4 : 1957, la bataille d’Alger
- Épisode 5 : Vers l’indépendance (1959-1962)